# Яйце на Колумб
Яйце на Колумб (или Колумбово яйце) е метафора за прост изход от затруднително положение: „просто като Колумбово яйце“.
В своята „История на Новия свят“ (Венеция, 1565) Джироламо Бенцони разказва следната история: "По време на вечеря с испански благородници някой се обърнал към Христофор Колумб: „Сеньор Христофор, дори ако Ваша светлост не беше открил Индиите, щеше да се намери тук в Испания – страна, богата на велики мъже с познания в космографията и литературата, някой, който да започне същото приключение и да достигне същия резултат“.
Колумб не отговорил на тези думи, но поискал да му донесат цяло яйце. Поставил го на масата и казал: „Господа, ще сключа облог с вас, че не можете да накарате това яйце да застане изправено без помощта на допълнителни средства.“ Те всички пробвали без никакъв успех. Когато яйцето се върнало при Колумб, той внимателно го чукнал в масата и яйцето застанало на края си благодарение на лекото счупване. Всички присъстващи се смутили и разбрали посланието: „Когато веднъж подвигът е направен, всеки може да го повтори“.